# Александер Пристор
Олександр Блажей Пристор (пол. Aleksander Błażej Prystor польська: [alɛˈksandɛr ˈprɨstɔr]; 2 січня 1874, Вільно — серпень-жовтень 1941, Москва) — польський політичний і державний діяч Другої Речі Посполитої, прем'єр-міністр Польської Республіки (з 27 травня 1931 року по 9 травня 1933 року). Масон.
Псевдоніми і партійні клички — «Катаяма», «Богдан», «Рафал».

## Біографія
Син машиніста-залізничника. Після закінчення гімназії у Вільно в 1894 році навчався на фізико-математичному факультеті Московського університету. З 1900 року, вивчав медицину в Москві, а пізніше — в університеті Тарту. У 1902 році був змушений залишити навчання, після чого повернувся у Вільно, де влаштувався на роботу в банк. З листопада 1903 року по вересень 1904 року проходив військову службу в саперному батальйоні в Вільно.
Наприкінці 1890-х років включився в підпільний соціалістичний рух на території Литви.
У 1904 році Пристор був одним з перших організаторів протестів проти призову поляків на царську військову службу під час російсько-японської війни. Сконструював бомби, якими був зруйнований пам'ятник імператору Олександру в Лодзі.
У 1905 р. — один з організаторів і активний член Бойової організації Польської соціалістичної партії (БО ППС) і ППС — революційна фракція. Брав участь в Союзі активної боротьби і військової організації — Стрілецький союз. Керував Бойовим відділом і першими «десятками» бойовиків. Надалі командував підготовкою до багатьох гучних акцій БО ППС — нападом на каси і пошти, терористичними атаками на солдатів, офіцерів і поліцейських Російської імперії, актами диверсій і саботажу, а також захистом соціалістичних демонстрацій і маніфестацій.
У 1908 році в числі бойовиків Польської соціалістичної партії під керівництвом майбутнього польського національного героя і глави держави Юзефа Пілсудського брав участь в експропріації коштів з поштового потяга на станції Безданно.
У березні 1912 р. — заарештований Охоронним відділенням. З 1912 р. перебував в ув'язненні в X павільйоні Варшавської цитаделі, потім був висланий у глиб Російської імперії, з березня 1914 р. перебував в Орловській в'язниці.
Звільнений Лютневою революцією в Росії, з 1917 р. — діяв в підпільній Польській військовій організації.
Учасник радянсько-польської війни в 1919—1921 роках. З 1922 р. служив на командних посадах в лавах Війська Польського. Полковник.
Був близьким другом і соратником Ю. Пілсудського, входив у так звану групу полковників.
У 1929—1930 рр.— міністр праці та соціальної опіки, a в 1930—1931 рр. — міністр промисловості і торгівлі Польської Республіки.
З 27 травня 1931 р. по 9 травня 1933 р. — Прем'єр-міністр Польщі.
У 1930—1935 роках депутат сейму від безпартійного блоку співпраці з урядом, в 1935—1939 рр.— член Сенату, в 1935—1938 рр.— маршалок польського Сейму.
Після польського походу РСЧА і падіння Польщі у вересні 1939 року переховувався на території нейтральної Литви. Після вступу Червоної Армії в країни Балтії у червні 1940 р. був заарештований НКВД. Його затримання органи НКВД вважали великим успіхом, оскільки А. Пристор вважався майже синонімом контрреволюціонера і був широко відомий як затятий ворог СРСР. З Ковно перевезений до Москви, де був засуджений до смертної кари. В кінці липня 1941 р. смертний вирок було замінено на 10 років ув'язнення.
Перебував в ув'язненні в Бутирській в'язниці, незабаром тяжко захворів і помер (серпень/жовтень 1941 року).
Місце поховання Пристора — невідомо. Символічна могила Александра Пристора знаходиться зараз на варшавському кладовищі Повонзкі.